# Mario Marinică
Mario Marinică (13 dicembre 1964) è un allenatore di calcio ed ex calciatore rumeno, di ruolo centrocampista, attuale commissario tecnico della Nazionale liberiana.

## Carriera

### Allenatore
Divenuto allenatore nel 2001, nel corso dei due decenni seguenti alterna periodi in panchina ad altri da assistente o direttore tecnico principalmente con club militanti nelle prime due divisioni rumene oltre a Kaposvár in Ungheria, Black Leopards in Sudafrica, Azam in Tanzania, Zakho in Iran e Kerala Blasters in India.
Il 6 dicembre 2021 viene nominato commissario tecnico della nazionale malawiana in vista dell'imminente Coppa d'Africa.